# Liste der Kulturdenkmäler in Wünschen-Moos
Die folgende Liste enthält die in der Denkmaltopographie ausgewiesenen Kulturdenkmäler auf dem Gebiet des Ortsteils Wünschen-Moos der Gemeinde Grebenhain, Vogelsbergkreis, Hessen.
Hinweis: Die Reihenfolge der Denkmäler in dieser Liste orientiert sich an der Anschrift, alternativ ist sie auch nach der Bezeichnung oder der Bauzeit sortierbar.
Kulturdenkmäler werden fortlaufend im Denkmalverzeichnis des Landes Hessen durch das Landesamt für Denkmalpflege Hessen auf Basis des Hessischen Denkmalschutzgesetzes (HDSchG) geführt. Die Schutzwürdigkeit eines Kulturdenkmals hängt nicht von der Eintragung in das Denkmalverzeichnis des Landes Hessen oder der Veröffentlichung in der Denkmaltopographie ab.

| Bild            | Bezeichnung                 | Lage                                               | Beschreibung | Bauzeit | Objekt-Nr. |
| --------------- | --------------------------- | -------------------------------------------------- | --- | ------- | ---------- |
| Bild gesucht BW | Ehemalige Mühle             | Zahmener Straße 1 LageFlur: 1, Flurstück: 31/1     | Streckhof, um 1900 erbaut, früher Betrieb einer Mahlmühle sowie zeitweise Sägemühle (ab etwa 1884 bis zur Brandzerstörung 1895)         |         |            |
| Bild gesucht BW |                             | Zahmener Straße 10 LageFlur: 1, Flurstück: 3       | Traufständiges kleines Fachwerkhaus, wohl 1843 erbaut, beherbergte bis 1922 auch die Dorfschule                                         | 1843    |            |
| Bild gesucht BW | Friedhof, Gefallenendenkmal | Außerhalb der Ortslage LageFlur: 3, Flurstück: 3/5 | Gemeinschaftlicher Friedhof von Wünschen-Moos und Zahmen, Portalpfosten von 1838, Gefallenendenkmal nach dem Ersten Weltkrieg errichtet |         |            |